# Palladiusz z Galacji
Palladiusz z Galacji (ur. ok. 363, zm. ok. 425) – biskup Helenopolis w Bityni, autor słynnego dzieła Opowiadania dla Lausosa (łac. Historia Lausiaca).
Urodził się w Galacji na obszarze Cesarstwa bizantyjskiego. Ukończył studia klasyczne prawdopodobnie w Cezarei Palestyńskiej. W 386 wstąpił do wspólnoty mnichów. Jednym z jego nauczycieli był Ewagriusz z Pontu. Po powrocie do ojczyzny został wybrany biskupem Helenopolis. Przyjaźnił się ze św. Janem Chryzostomem. Był autorem jego biografii. W 412 roku został biskupem Aspuny. W 420 napisał swoje najsłynniejsze dzieło Opowiadania dla Lausosa, które dedykował Lausosowi, dworzaninowi cesarskiemu.